# Arthur Andersen
Arthur Andersen LLP war eine der Big-Five-Prüfungsgesellschaften und bot Dienstleistungen in den Bereichen Wirtschaftsprüfung, Steuerberatung und Unternehmensberatung an. Der Hauptsitz befand sich in Chicago, Illinois. Wegen der Verstrickung in den Enron-Skandal war das Unternehmen ab 2002 nicht mehr tätig, die selbständigen Ländergesellschaften gingen in der Folge mit verschiedenen Wettbewerbern zusammen.

## Geschichte

### Gründung
Arthur Andersen wurde 1913 von Arthur E. Andersen und Clarence DeLany als Andersen, DeLany & Co gegründet. Andersen war damals Dozent für Unternehmensrechnung an der Northwestern University. Das Unternehmen wechselte 1918 den Namen zu Arthur Andersen & Co. Arthur Andersens erster Mandant war die Joseph Schlitz Brewing Company.
In Deutschland eröffnete das Unternehmen 1960 sein erstes Büro. 42 Jahre später, im Jahre 2002, hatte Arthur Andersen Deutschland 3.800 Mitarbeiter an zehn Standorten, zuletzt mit Hauptsitz in Eschborn bei Frankfurt am Main.

### Enron-Skandal
Als Ergebnis der Verstrickung im Enron-Skandal 2002 stellte die Gesellschaft für die Zeitdauer des Strafverfahrens freiwillig den Betrieb ein. Aufgrund der Anweisungen von Firmenjuristin Nancy Temple und David Duncan (Chef des Andersen-Büros in Houston) wurden Unterlagen des Enron-Konzerns vernichtet, obwohl die Mitarbeiter von Arthur Andersen bereits von der Aufnahme einer SEC-Untersuchung gegen Enron informiert waren. Von einer Jury in Houston wurde die Firma deshalb der Behinderung der Justiz schuldig gesprochen. Dieser Schuldspruch hätte einen Entzug der CPA-Lizenzen nach sich gezogen. Dieses Urteil wurde allerdings am 1. Juni 2005 vom Obersten US-Gerichtshof in Washington, D. C. wieder aufgehoben.

### Auflösung
Die einzelnen Landesgesellschaften trennten sich kurz nach dem Urteil von der weltweiten Andersen-Organisation und fusionierten mit unterschiedlichen Unternehmen, die meistens zu den heutigen Big Four gehörten. In Deutschland fusionierte der größte Teil des Unternehmens mit Ernst & Young. Die österreichische Gesellschaft Auditor wechselte zu Deloitte.
Der deutsche Bereich Financial & Commodity Risk (FCRC) ging in der neu gegründeten Firma d-fine GmbH auf und die AABC (Arthur Andersen Business Consulting) wurde an Deloitte Touche Tohmatsu Consulting verkauft. Weltweit erfolgte der Zusammenschluss der Sparte AABC v. a. mit Hitachi Consulting und KPMG Consulting (die spätere BearingPoint); in Südafrika erfolgte eine komplette Angliederung an KPMG.

### Wiederbelebung des Markennamens
Im September 2014 kündigte die von 23 ehemaligen Arthur-Andersen-Partnern betriebene Steuerberatungsgesellschaft Wealth & Tax Advisory Services aus San Francisco an, die Namensrechte für die Marke „Arthur Andersen“ erworben zu haben und trat fortan als Andersen Tax im Markt auf. Unter dem Schweizer Verein mit Bezeichnung „Andersen Global“ sind mittlerweile einige Hundert eigenständige Gesellschaften weltweit vereint, die Rechts- und Steuerberatung sowie teilweise seit Neustem auch wieder Wirtschaftsprüfungsleistungen anbieten. Laut eigener Website wächst der Zusammenschluss stetig weiter, gewinnt Mitglieder und somit auch an internationaler Bedeutung.

### Verbindung zu Accenture
Arthur Andersen und Andersen Consulting waren unabhängige Gesellschaften unter der gemeinsamen Holding Andersen Worldwide Société Coopérative (AWSC). Im Jahr 2000 erreichte Andersen Consulting die gewünschte Trennung von Andersen Worldwide und Arthur Andersen durch gewonnenen Schiedsspruch der Internationalen Handelskammer (International Chamber of Commerce). Als Resultat der Trennung war Andersen Consulting gezwungen, die Verwendung des Namensanteils Andersen zu beenden, was sie am 1. Januar 2001 taten. Das neue Unternehmen nennt sich seitdem Accenture.